# Ángel Papadópulos
Ángel Papadópulos Ruiz (Città del Messico, 1925 – Città del Messico, 22 agosto 2015) è stato un allenatore di calcio e calciatore messicano di origine greca.

## Biografia
Figlio di un esule greco e di una donna messicana, nacque a Città del Messico nella calle de Doctor Mora. Si dedicò con successo al calcio nonostante l'iniziale opposizione paterna.
È morto nella città natale il 22 agosto 2015 all'età di novant'anni.

## Caratteristiche tecniche
Papadópulos era un allenatore che cercava di entrare in relazione con i propri giocatori, cercando di comprenderli anche dal punto di vista psicologico. Inoltre era molto portato con il lavoro con i giovani calciatori.

## Carriera

### Calciatore
Cresciuto nell'América, all'età di sedici anni passa all'Asturias, club nel quale esordisce in prima squadra a diciassette anni. Con l'Asturias vince la Primera División 1943-1944, prima edizione professionistica del campionato messicano.
Nel 1950 passa al Necaxa e successivamente all'Atlante.

### Allenatore
Iniziò la carriera di allenatore a solo 30 anni, scelto dal proprietario dell'Atlante, il generale José Manuel Núñez, come successore di Manuel Casal.
Dopo un'esperienza al Poza Rica viene chiamato alla guida del neonato Ciudad Victoria. Dopo un biennio a Ciudad Victoria, dal 1962 al 1964 fu collaboratore di Renato Cesarini al Pumas UNAM ed è considerato il vero artefice dell'esplosione del settore giovanile del club, che nella decade successiva fu tra i fattori determinanti del successo della squadra. Papadópulos fu alla guida diretta dei Pumas nella stagione 1965-1966, chiusa al sesto posto finale.
La stagione seguente passa all'América, con cui chiude il torneo al secondo posto finale, a due punti dal Toluca campione.
Nel 1968, in coppia con l'inglese George Curtis, divenne allenatore degli statunitensi dei San Diego Toros, impegnati nella stagione d'esordio NASL. La rosa dei Toros era caratterizzata da una nutrita colonia di giocatori messicani o formatasi in Messico, oltre che dal due volte campione del mondo Vavá. La squadra, dopo aver vinto la propria Division, raggiunse la finale del torneo perdendola contro gli Atlanta Chiefs.
Terminata l'esperienza al Toros ritorna ai Pumas che allena dal 1969 al 1972.
Sarà poi insegnante per allenatori per conto della FIFA.

## Palmarès

### Giocatore
- Campionato messicano: 1

Asturias: 1943-1944